# Hœdic
Hœdic vagy Hoëdic település Franciaországban, Morbihan megyében, Bretagne déli partja előtt egy szigeten. Lakosainak száma 103 fő (2022. január 1.).
A sziget különösen a középső kőkorszakból származó gazdag leleteiről nevezetes, amelyek a közeli carnaci Musée de Préhistoire-ban tekinthetők meg.

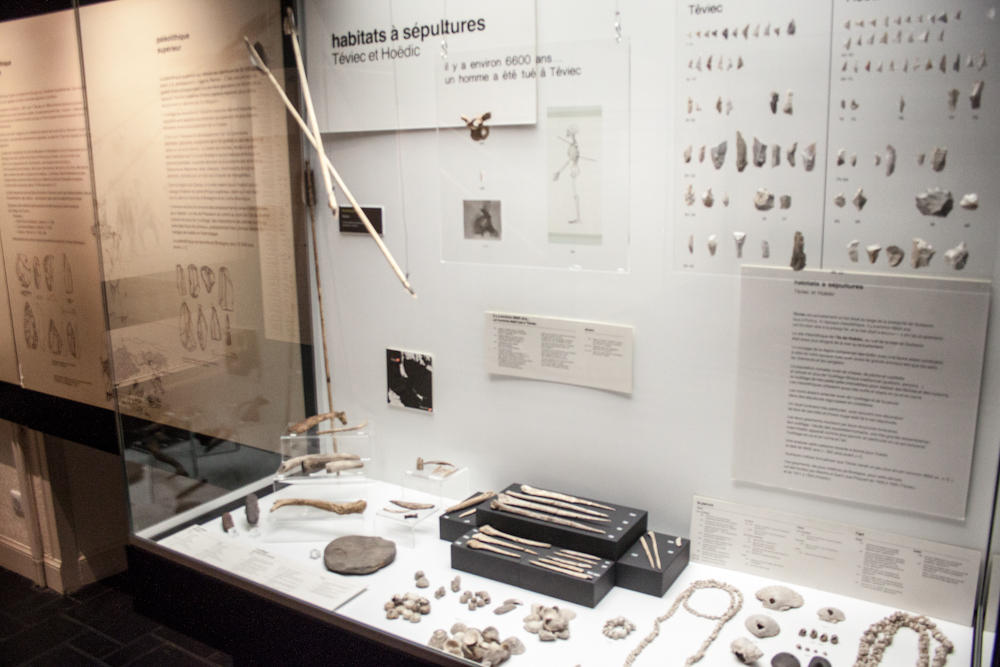
Hœdic és a közeli Téviec szigetéről származó leletek a carnaci Musée de Préhistoire-ban

## Népesség
A település népességének változása:
| Lakosok száma | 191  | 126  | 140  | 111  | 119  | 107  | 99   | 94   | 97   | 103  |
|               | 1968 | 1982 | 1990 | 2006 | 2013 | 2015 | 2017 | 2019 | 2020 | 2022 |